# Aminata Touré
Aminata Touré (Neumünster, 15 de Novembro de 1992) é uma cientista e política alemã, vice-presidente do Landtag de Schleswig-Holstein.